# Lista de membros da Academia Leopoldina/1652
A lista de membros da Academia Leopoldinapara 1652 contém todas as pessoas que foram nomeadas no ano 1652. No total houve quatro membros fundadores e eleitos oito novos membros.

## Membros
| Nr. | Nome                         | Beiname      | Nascimento             | Admissão                       | Morte                  | Imagem                  |
| --- | ---------------------------- | ------------ | ---------------------- | ------------------------------ | ---------------------- | ----------------------- |
| 01  | Johann Lorenz Bausch         | Jason I.     | 30 de setembro de 1605 | 1 de janeiro (Membro fundador) | 17 de novembro de 1665 | Johann Lorenz Bausch    |
| 02  | Johann Michael Fehr          | Argonauta I. | 9 de maio de 1610      | 1 de janeiro (Membro fundador) | 15 de novembro de 1688 | Johann Michael Fehr     |
| 03  | Georg Balthasar Metzger      | Americus     | 23 de setembro de 1623 | 1 de janeiro (Membro fundador) | 9 de outubro de 1687   | Georg Balthasar Metzger |
| 04  | Georg Balthasar Wohlfahrt    | Alceus       | 11 de junho de 1607    | 1 de janeiro (Membro fundador) | 31 de janeiro de 1674  |                         |
| 05  | Christoph Keiling            | Aeson I.     | 23 de julho de 1599    | 28 de junho                    | 3 de junho de 1666     |                         |
| 06  | Valentin Andreas Möllenbrock | Pegasus I.   | 1 de junho de 1623     | 28 de setembro                 | 8 de junho de 1675     |                         |
| 07  | Gregor Horst                 |              | 20 de setembro de 1626 | 28 de setembro                 | 31 de maio de 1661     |                         |
| 08  | Johannes Pfautz              |              | 16 de abril de 1622    | 28 de setembro                 | 24 de maio de 1674     |                         |
| 09  | Conrad Theodor Lüncker       |              | 25 de dezembro de 1622 | 30 de dezembro                 | 30 de dezembro de 1660 |                         |
| 10  | Johann David Wilhelmi        |              | 1619                   | 30 de dezembro                 | 12 de outubro de 1671  |                         |
| 11  | Andreas Wolff                |              | 25 de março de 1615    | 30 de dezembro                 | 12 de maio de 1661     |                         |
| 12  | Johann Martin Uhl            |              | 1618                   | 30 de dezembro                 | 1666                   |                         |